# Zapoteca caracasana
Zapoteca caracasana är en ärtväxtart som först beskrevs av Nikolaus Joseph von Jacquin, och fick sitt nu gällande namn av Héctor Manuel Hernández. Zapoteca caracasana ingår i släktet Zapoteca och familjen ärtväxter.

## Underarter
Arten delas in i följande underarter:
- Z. c. caracasana
- Z. c. weberbaueri